# Lijst van coaches van het Litouws voetbalelftal (mannen)
Dit is een lijst van bondscoaches van het Litouws voetbalelftal mannen.

## Bondscoaches
| Naam                   | Land van herkomst | Begin periode     | Einde periode     | Prijzen              | Opmerkingen/Wijze van vertrek |
| ---------------------- | ----------------- | ----------------- | ----------------- | -------------------- | ----------------------------- |
| Ferenc Molnar          | Hongarije         | 1 juli 1927       | 30 augustus 1927  |                      |                               |
| Maximilian Gold        | Oostenrijk        | 1 juni 1932       | 10 september 1933 |                      |                               |
| Romualdas Marcinkus    | Litouwen          | 1 juli 1932       | 30 september 1932 |                      |                               |
| Vaclav Simon           | Tsjechië          | 1 juni 1934       | 15 september 1934 |                      |                               |
| Romualdas Marcinkus    | Litouwen          | 15 mei 1935       | 30 juni 1936      | Baltische Beker      |                               |
| Karl Jiszda            | Oostenrijk        | 15 mei 1937       | 15 september 1937 |                      |                               |
| Romualdas Marcinkus    | Litouwen          | 1 mei 1938        | 30 juni 1938      |                      |                               |
| Walter Hahn            | Duitsland         | 1 juni 1939       | 31 oktober 1940   |                      |                               |
| Jaroslavas Citavicius  | Litouwen          | 1 januari 1945    | 31 december 1945  |                      |                               |
| Benjaminas Zelkevicius | Litouwen          | 27 mei 1990       | 17 november 1991  | Baltische Beker      |                               |
| Algimantas Liubinskas  | Litouwen          | 1 januari 1992    | 30 juni 1995      | Baltische Beker (2x) |                               |
| Stasys Stankus         | Litouwen          | 1 juli 1993       | 10 juli 1993      |                      |                               |
| Benjaminas Zelkevicius | Litouwen          | 1 maart 1995      | 30 oktober 1997   | Baltische Beker (2x) |                               |
| Stasys Stankus         | Litouwen          | 1 augustus 1997   | 10 augustus 1997  |                      |                               |
| Kestutis Latoza        | Litouwen          | 1 april 1998      | 10 september 1999 | Baltische Beker      |                               |
| Stasys Stankus         | Litouwen          | 20 januari 2000   | 15 oktober 2000   |                      |                               |
| Julius Kvedaras        | Litouwen          | 11 oktober 2000   | 11 oktober 2000   |                      | Interim                       |
| Benjaminas Zelkevicius | Litouwen          | 26 februari 2001  | 12 februari 2002  |                      |                               |
| Algimantas Liubinskas  | Litouwen          | 19 maart 2003     | 4 augustus 2008   | Baltische Beker      |                               |
| José Couceiro          | Portugal          | 14 augustus 2008  | 31 december 2009  |                      |                               |
| Raimondas Zutautas     | Litouwen          | 9 februari 2010   | 12 oktober 2011   | Baltische Beker      |                               |
| Csaba László           | Hongarije         | 12 januari 2012   | 12 september 2013 |                      |                               |
| Igoris Pankratjevas    | Litouwen          | 12 september 2013 | 12 oktober 2015   |                      |                               |
| Edgaras Jankauskas     | Litouwen          | 12 januari 2016   | 4 december 2018   |                      |                               |
| Valdas Urbonas         | Litouwen          | 2 februari 2019   | 30 juni 2021      |                      | Ontslag genomen               |
| Valdas Ivanauskas      | Litouwen          | 5 augustus 2021   | 27 juni 2022      |                      |                               |
| Reinhold Breu          | Duitsland         | 28 juni 2022      | 31 december 2022  |                      | Andere functie                |
| Edgaras Jankauskas     | Litouwen          | 1 februari 2023   |                   |                      |                               |

LFF · A-internationals · Bondscoaches · Statistieken · Litouws vrouwenelftal · Olympisch elftal · Litouwen U21 · Litouwen U20 · Litouwen U19 · Litouwen U18 · Litouwen U17 · Litouwen U16
1923 – 1929 ·
1930 – 1939 ·
1940 – 1949 ·
1950 – 1989 · 
1990 – 1999 ·
2000 – 2009 ·
2010 – 2019 ·
2020 − 2029
1923 · 
1924 · 
1925 · 
1926 · 
1927 · 
1928 · 
1929 · 
1930 · 
1931 · 
1932 · 
1933 · 
1934 · 
1935 · 
1936 · 
1937 · 
1938 · 
1939 · 
1940 · 
1941–1944 · 
1945 · 
1946 · 
1947 · 
1948 · 
1949 · 
1950–1955 · 
1956 · 
1957–1978 · 
1979 · 
1980–1989 · 
1990 · 
1991 · 
1992 · 
1993 · 
1994 · 
1995 · 
1996 · 
1997 · 
1998 · 
1999 · 
2000 · 
2001 · 
2002 · 
2003 · 
2004 · 
2005 · 
2006 · 
2007 · 
2008 · 
2009 · 
2010 · 
2011 · 
2012 · 
2013 · 
2014 · 
2015 · 
2016 · 
2017 ·
2018 ·
2019 ·
2020 ·
2021
Albanië ·
Andorra ·
Argentinië ·
Armenië ·
Azerbeidzjan ·
België ·
Bosnië en Herzegovina ·
Brazilië ·
Bulgarije ·
Chili ·
Cyprus ·
Denemarken ·
Duitsland ·
Egypte ·
Engeland ·
Estland ·
Faeröer ·
Finland ·
Frankrijk ·
Georgië ·
Gibraltar ·
Griekenland ·
Hongarije ·
Ierland ·
IJsland ·
Indonesië ·
Iran ·
Israël ·
Italië ·
Joegoslavië ·
Jordanië ·
Kazachstan ·
Koeweit ·
Kosovo ·
Kroatië ·
Letland ·
Liechtenstein ·
Luxemburg ·
Mali ·
Malta ·
Moldavië ·
Montenegro ·
Nieuw-Zeeland ·
Noord-Ierland ·
Noord-Macedonië ·
Noorwegen ·
Oekraïne ·
Oostenrijk ·
Polen ·
Portugal ·
Roemenië ·
Rusland ·
San Marino ·
Saoedi-Arabië ·
Schotland ·
Servië ·
Servië en Montenegro ·
Slovenië ·
Slowakije ·
Spanje ·
Tsjechië ·
Turkije ·
Turkmenistan ·
Verenigde Arabische Emiraten ·
Wit-Rusland ·
Zweden ·
Zwitserland